# Yttre Hedane
Yttre Hedane är ett naturreservat i Säffle kommun i Värmlands län.
Området är naturskyddat sedan 1979 och är 10 hektar stort. Reservatet omfattar tidigare hävdad mark till gården Yttre Hedane som ligger inom reservatet. Reservatet består av rester av lövängar med ädellövträd. 